# Brug 2391

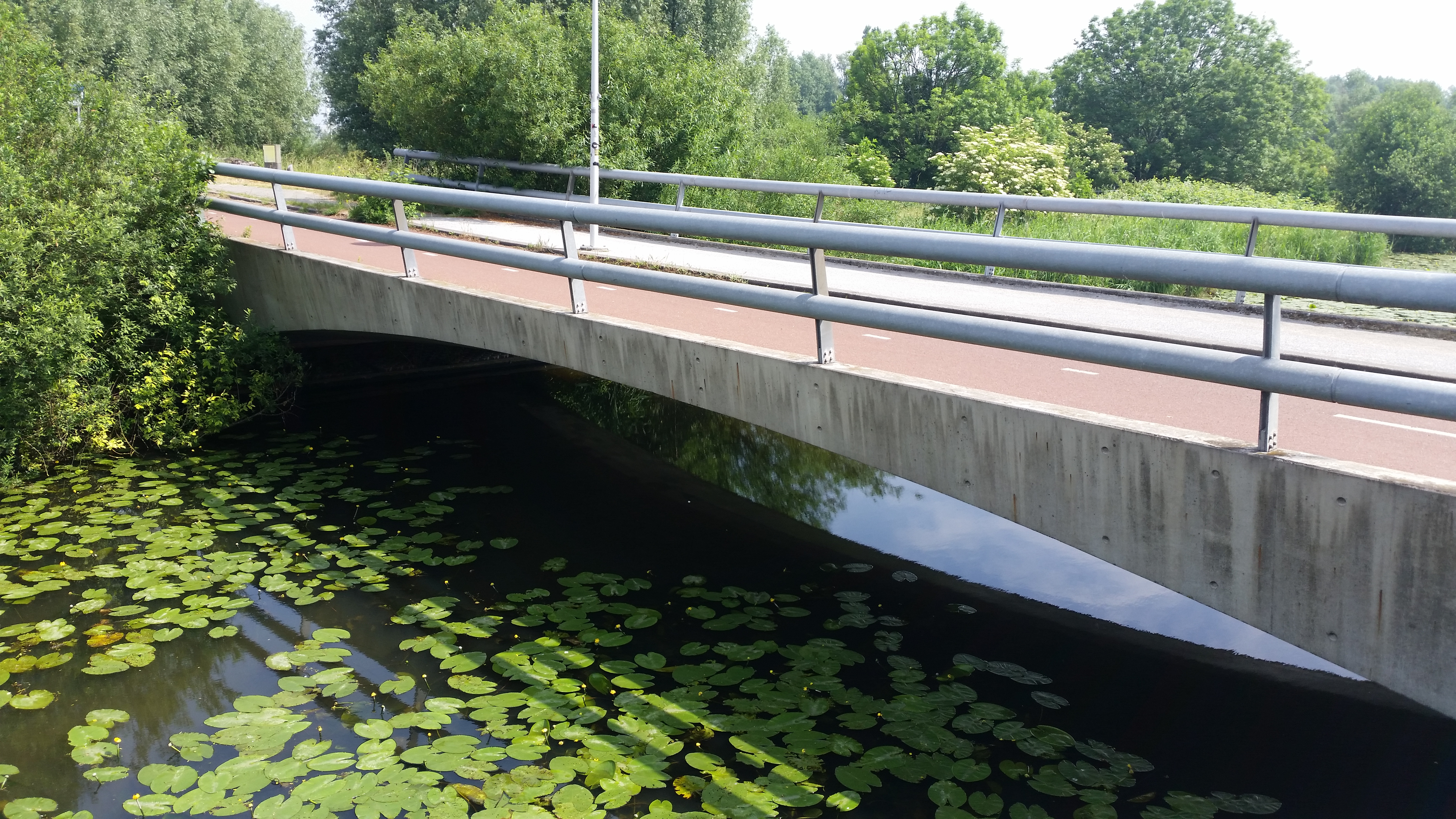
Brug 2392 (juni 2018)

Bruggen 2391 en 2392 zijn twee vaste bruggen in Amsterdam Nieuw-West. Ze liggen op de grens van Geuzenveld en Westpoort.
De bruggen vormen de verbinding tussen de Australiëhavenweg en de Haarlemmerweg (N200). In de vroege jaren tachtig van de 20e eeuw werd deze kruising ongelijkvloers aangelegd met een relatief groot viaduct (brug 698) over de Haarlemmertrekvaart en de Haarlemmerweg richting de Abraham Kuyperlaan, die verder zuidwaarts ook nog ongelijkvloerse kruisingen had. Die laan had vanaf het zuiden wel een directe verbinding met de Haarlemmerweg, maar vanuit het noorden moest het verkeer eerst over de vaart en snelweg om vervolgens door middel van een 180 graden bocht naar diezelfde Haarlemmerweg te kunnen komen. Dit bleek geen goede keus want al relatief snel werd de wens van een directe aansluiting bestudeerd. Rond 2000 kwam die rechtstreekse verbinding er nadat eerst het viaduct afgebroken en het bijbehorende dijklichaam afgegraven was. Er werden twee bruggen in één ontwerp neergelegd, brug 2391 voor snelverkeer en brug 2392 voor langzaam verkeer (voetgangers en fietsers).
Aangezien even ten noorden van deze kruising de Autraliëhavenweg een viaduct op het verhoogde niveau over de Spoorlijn Amsterdam – Haarlem heeft, is er een vrij steile helling tussen de beide lage bruggen en de hoog liggende brug 1950 over de spoorlijn. Ten noorden van de bruggen 2391 en 2392 staan twee kunstwerken: Plastische tekens in steen van Ben Guntenaar en Aarde (Brettensuite 17) van Herbert Nouwens. De Autraliëhavenweg doorsnijdt hier het Brettenpark met haar kunstroute.
De bruggen sluiten voor wat betreft wegdek niet goed aan op de Haarlemmerweg. Deze weg was tijdens de bouw al enigszins verzakt. In 2018-2020 wordt de weg tussen de Admiraal de Ruyterweg en Halfweg verbouwd van snelweg tot stadsverkeersweg, waarbij ze tevens met circa 25 cm verhoogd wordt.